# Adrien Rabiot
Adrien Rabiot (Saint-Maurice, 3 d'abril de 1995) és un futbolista francès que juga com a centrecampista amb la selecció francesa.

## Trajectòria

### Paris Saint Germain
Va jugar a les categories inferiors de l'US Créteil-Lusitanos i posteriorment al Manchester City. El 2 de juliol de 2012, després de sobresortir al centre de formació del Paris Saint-Germain, va signar el seu primer contracte professional de tres anys amb el club parisí.
Rabiot va pujar al primer equip en la pretemporada del club, i va debutar a l'agost de 2012, en la derrota per penals davant el FC Barcelona. El 26 d'agost va jugar el seu primer partit a la Ligue 1, en un empat a casa 0-0 davant el Girondins de Bordeaux.
El 6 de novembre de 2012, Rabiot fer el seu debut a la Lliga de Campions en la victòria 4-0 sobre el Dinamo de Zagreb en la fase de grups. El gener de l'any següent, va ser cedit al Toulouse FC, marcant el seu primer gol com a professional contra l'Stade Brestois el 9 de març de 2013.
De volta al PSG, Rabiot va contribuir amb 46 partits i sis gols, i va aconseguir tres lligues domèstiques consecutives entre el 2013 i el 2015. Rabiot va marcar el seu primer gol en competicions europees el 25 de novembre de 2015 en una victòria a la fase de grups de la Lliga de Campions per 0-5 contra el Malmö i va tornar a marcar el 9 de març en una victòria per 1-2 sobre el Chelsea FC a Stamford Bridge, posant el PSG en els quarts de final amb un 4-2 en total.

## Internacional
El 13 d'agost de 2013, amb només 18 anys, Rabiot va debutar amb la selecció francesa sub-21 en el partit amistós on van empatar 0-0 amb la selecció alemanya a Friburg.
Rabiot va debutar el 15 de novembre de 2016 contra la Costa d'Ivori com a titular, i fou substituït per Thomas Lemar després de 78 minuts a causa d'una lesió muscular. El 17 de maig de 2018, va ser inclòs a la llista de reserves del seleccionador Didier Deschamps per a l'equip de la Copa del Món de 2018. No obstant això, es va negar a ser posat en la llista de reserves enviant un correu electrònic al seleccionador dient que no "podia seguir el programa d'entrenament".

## Palmarès
Paris Saint-Germain
- 5 Ligue 1: 2013-14, 2014-15, 2015-16, 2017-18, 2018-19.
- 4 Copa francesa: 2014-15, 2015-16, 2016-17, 2017-18.
- 5 Copa de la lliga francesa: 2013-14, 2014-15, 2015-16, 2016-17, 2017-18.
- 5 Supercopa francesa: 2014, 2015, 2016, 2017, 2018.

Juventus FC
- 1 Serie A: 2019-20.
- 1 Supercopa italiana: 2020.